# Cot Meucabung
Cot Meucabung är en kulle i Indonesien.   Den ligger i provinsen Aceh, i den västra delen av landet, 1 800 km nordväst om huvudstaden Jakarta. Toppen på Cot Meucabung är 144 meter över havet. Cot Meucabung ligger på ön Pulau We.
Terrängen runt Cot Meucabung är kuperad åt sydväst, men österut är den platt. Havet är nära Cot Meucabung österut. Närmaste större samhälle är Sabang, 7,3 km nordväst om Cot Meucabung. 